# Adrorhizon
Adrorhizon é um género botânico pertencente à família das orquídeas (Orchidaceae).

## Espécies
O gênero Adrorhizon possui uma espécie reconhecida atualmente.
- Adrorhizon purpurascens (Thwaites) Hook.f.